# Albert Roux
Albert Henri Roux (Semur-en-Brionnais, Saona i Loira, 8 d'octubre de 1935 - Londres, 4 de gener de 2021) va ser un xef francès establert al Regne Unit. Amb el seu germà Michel Roux Sr, va obrir el primer restaurant de tres estrelles Michelin a la Gran Bretanya. Els dos germans són els padrins de la gastronomia moderna al Regne Unit. Els seus respectius fills Michel Roux Jr i Alain Roux continuen la renovació de la gastronomia al Regne Unit. Va ser promocionat a l'Orde de l'Imperi Britànic.

## Biografia

### Aprenentatge
Des dels 14 anys, després d'haver pensat en el sacerdoci, Albert Roux es va formar a la cuina. El seu padrí, cap de cuina de la duquessa Wallis de Windsor, el va fer tornar als 18 anys a la vescomtessa Nancy Astor. L'aprenent conserva la memòria memorable dels ous de cocota destinats al primer ministre del Regne Unit, Harold Macmillan, transformats en ous remenats al muntacàrregues.
Va continuar el seu aprenentatge a Cliveden i després a l'ambaixada francesa a Londres abans de servir de cap de cuina a Sir Charles Clore.
El seu servei militar es fa a Algèria, on cuina de tant en tant per a la taula dels oficials.

### Xef i empresari
Al final del seu servei militar, Albert Roux va treballar com a subdirector de l'ambaixada britànica a París i després va tornar al Regne Unit per convertir-se en xef privat del major Peter Cazalet durant vuit anys.
El 1967, els dos germans van obrir el seu primer restaurant, Le Gavroche a Lower Sloane Street, Londres. Le Gavroche és el primer restaurant de tres estrelles Michelin de la Gran Bretanya. A la nit de la inauguració van assistir celebritats com Charlie Chaplin i Ava Gardner. Le Gavroche es converteix en el restaurant preferit de Sa Majestat la Reina Mare Isabel.
El 1972, els germans Roux van obrir un segon restaurant, The Waterside Inn, a Bray, Berkshire, el primer restaurant fora de França que va conservar les seves tres estrelles Michelin durant 28 anys.
Albert Roux va obtenir la seva primera estrella Michelin el 1974 amb el seu germà per Le Gavroche i el Waterside Inn. Tres anys després, Michelin atorga les dues primeres estrelles al Regne Unit: els dos restaurants Roux en formen part. Le Gavroche es va traslladar el 1982 a Mayfair i, el mateix any, es va convertir en el primer restaurant del Regne Unit a obtenir tres estrelles Michelin.
El 1986, els germans comparteixen el seu negoci de restauració: Albert porta Le Gavroche mentre que Michel el Waterside Inn.

### Passió
Albert Roux és un àvid pescador i recorre el món per la seva afició. És particularment aficionat a Escòcia: “Per a mi, les terres altes i les illes d'Escòcia són el paradís. Puc passar-hi dies sencers sense pescar res, però segueixo gaudint de cada segon. Sóc un amant de la natura i la pesca, cosa que em permet accedir a alguns dels llocs apartats més bells del món.

## Educació culinària
Els germans Roux han format un gran nombre de cuiners als seus restaurants, a la seva escola The Roux Brothers Scholarship i a través dels mitjans de comunicació, diaris i TV.

### Formació alsrestaurants Le GavrocheiWaterside Inn
Més de 700 joves xefs de valor i la meitat dels xefs estrella Michelin del Regne Unit, entre ells Gordon Ramsay, Marco Pierre White, Pierre Koffman i Marcus Wareing, han passat per la direcció dels germans Roux.
Els dos germans són anomenats padrins de l'alta cuina moderna al Regne Unit. Heston Blumenthal diu dels germans Albert i Michel Roux que són els Beatles de la gastronomia.

### Beca Roux Brothers
Els germans van crear la beca Frères Roux per formar una nova generació de cuiners.
La Beca Roux Brothers va ser fundada per Albert i Michel el 1984. L'objectiu és donar als joves cuiners un bon inici en la gastronomia. Un jove xef és seleccionat per concurs i el guanyador es beneficia d'una pràctica de 3 mesos a qualsevol restaurant del món amb tres estrelles Michelin, amb totes les despeses pagades. El primer guanyador el 1984 va ser l'escocès Andrew Fairlie, el francès René Pauvert va guanyar el 1986.

### Mitjans de comunicació
- BBC Radio Scotland[25] · [26]
- BBC Hightlands and Islands[27]
- BBC Radio 4[28]
- BBC News[29]
- BBC Chef[30]

## Restaurants Chez Roux limited
Albert ha creat una cadena de restaurants Chez Roux limited el lema del qual no és l'adquisició d'estrelles Michelin, sinó: " Vull recrear el tipus de restaurant que recordo a la meva ciutat natal, oferint una cuina local bona i honesta. El tipus de lloc on podeu menjar sense demanar permís al vostre banquer ".
- Roux at the Landau[55]
- Hôtel Langham Roux à Parliament Square[56]
- Chez Roux Rocpool Reserve Hôtel[57]
- Chez Roux au Inver Lodge Hôtel[58]
- Chez Roux at The Atholl à Édimbourg[59]
- Chez Roux au Alladale Wilderness Reserve[60]

## Distincions
- 1968: Élu Maître Cuisinier de France par ses pairs[82]
- Membre fondateur de la Royal Academy of Culinary Arts[83]
- 1986: Docteur honoraire, Council for National Academic Awards, Bournemouth University
- 1987: Officier du Mérite Agricole
- 1994: Professeur honoraire Hospitality Management, Bournemouth University
- 1995: Lauréat du Catey Lifetime Achievement Award avec son frère Michel[84]
- 1999: Waterford Wedgwood Hospitality Award[85]
- 2002: Membre de l'Ordre de l'Empire britannique
- 2005: Chevalier de la Légion d'Honneur
- 2006: Lifetime Achievement Award Pellegrino Top 50 meilleurs restaurants mondiaux[86]
- 2007-8: AA Hospitality, AA Lifetime Achievement Award[87]
- 2008: Lauréat de Silver Catey Award avec son frère Michel[88]

## Publicacions
- Albert Roux. The Roux Brothers New Classic Cuisine (en anglès). Book Club Associates, 1987.
- Michel Roux. La pâtisserie des frères Roux (en francès). Solar, 1988. ISBN 978-2263011498.
- Albert Roux. Roux Brothers Cooking for Two (en anglès). Sidgwich Jackson Ltd (1709), 1991.
- Albert Roux. Roux Brothers On Patisserie (en anglès), 1993.
- Albert roux. La bonne cuisine des frères Roux (en francès). Solar, 1994. ISBN 978-2263021794.
- Albert Roux. Glamour cakes (en anglès). Octopus Books, 2006.